# Bexhill-on-Sea
Bexhill-on-Sea is een plaats en civil parish in het bestuurlijke gebied Rother, in het Engelse graafschap East Sussex met 41.173 inwoners.

## Sovereign Light Café
In deze plaats bevindt zich, op de West Parade aan het strand, een klein café met de naam 'Sovereign Light Café' waarnaar het gelijknamige lied van de Britse band Keane is genoemd.

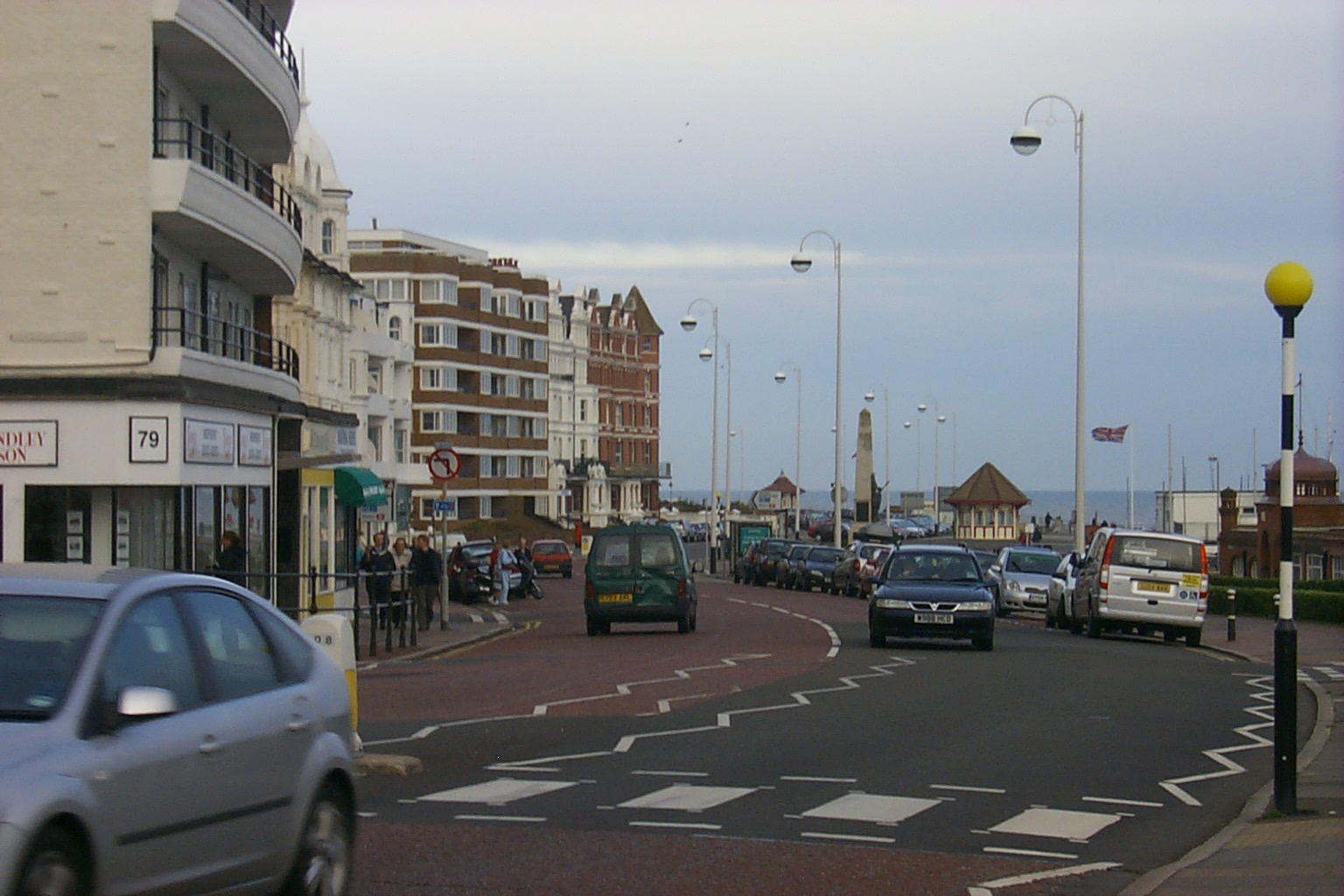
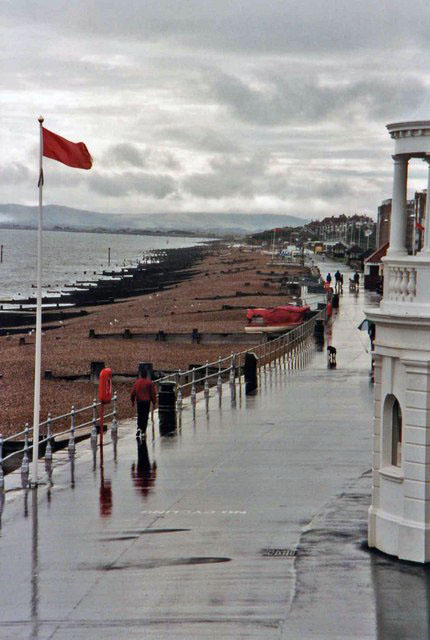
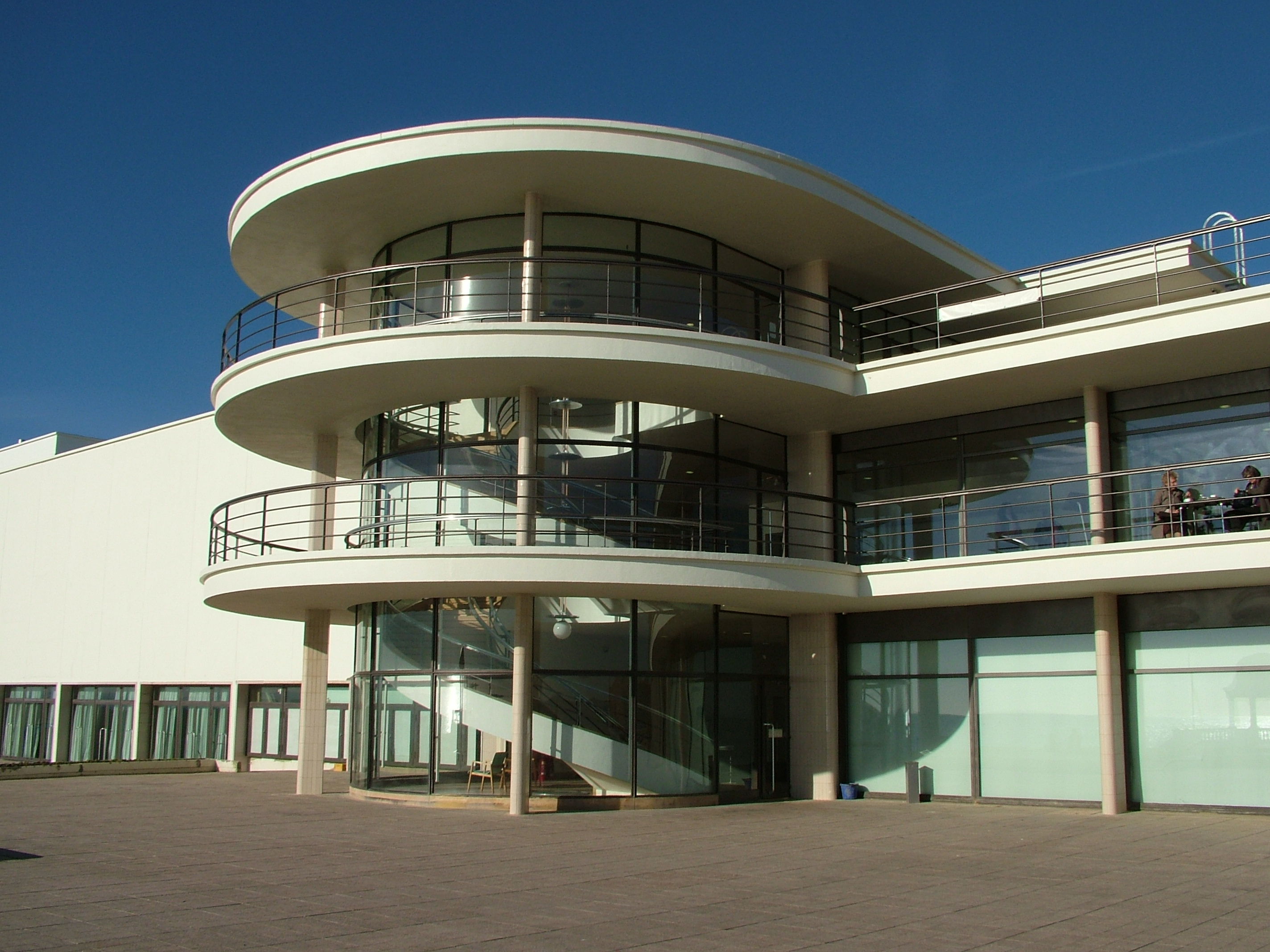
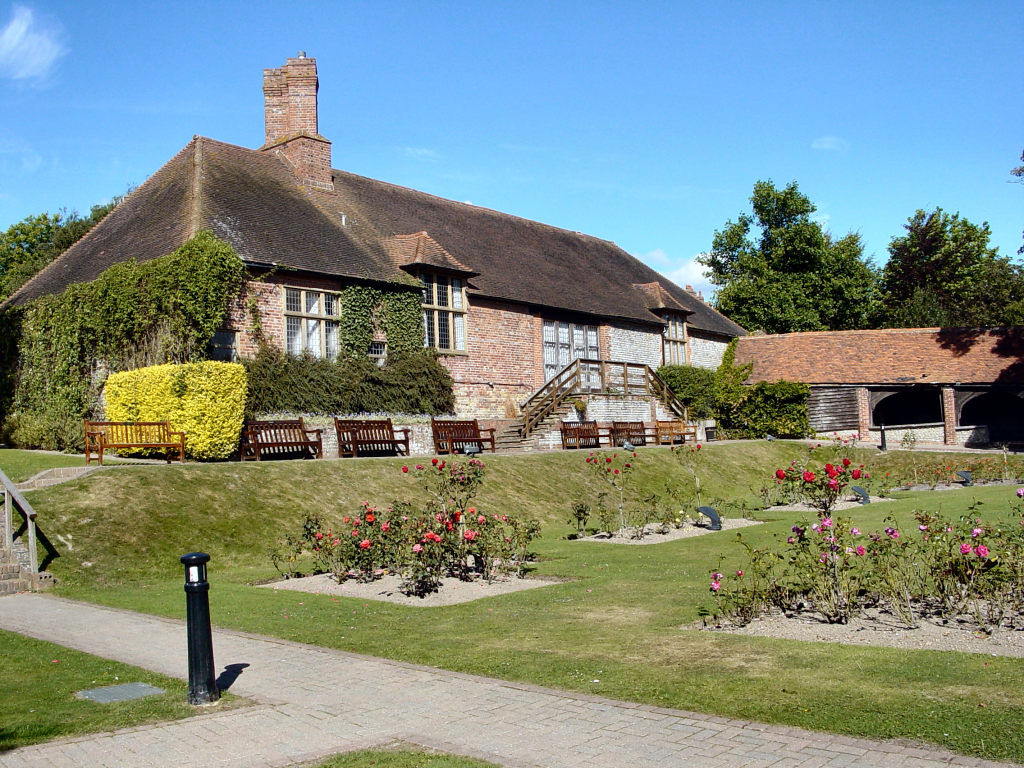